# Benvenuti a Marwen
Benvenuti a Marwen (Welcome to Marwen) è un film del 2018 scritto e diretto da Robert Zemeckis con protagonista Steve Carell.
La pellicola è l'adattamento cinematografico del documentario del 2010 Marwencol, incentrato sulla vita ed i lavori dell'artista e fotografo Mark Hogancamp, che perse la capacità di parlare e di camminare, ma soprattutto la memoria, in seguito ad un pestaggio che lo ridusse in coma.

## Trama
Mark Hogancamp è vittima di un violento pestaggio da parte di cinque uomini che lo attaccarono dopo averlo sentito dire da ubriaco che gli piaceva indossare scarpe da donna. Sopravvissuto all'attacco, Mark soffre di un'amnesia che gli impedisce di ricordarsi della sua vita precedente al pestaggio. Per far fronte al trauma, Mark costruisce un villaggio per bambole in stile seconda guerra mondiale chiamato "Marwen", dove ricrea avventure, a volte basate sui fatti della sua vita.

## Produzione
Il titolo iniziale del film era Marwencol, poi è stato The Women of Marwen, ed infine Welcome to Marwen.
Le riprese del film sono iniziate il 14 agosto 2017 a Vancouver e sono terminate il 19 ottobre dello stesso anno.
Il budget del film è stato di 39 milioni di dollari.

## Promozione
Il primo trailer del film viene diffuso il 20 giugno 2018.

## Distribuzione
La pellicola, inizialmente fissata per il 21 novembre 2018, è stata distribuita nelle sale cinematografiche statunitensi a partire dal 21 dicembre dello stesso anno, mentre in Italia dal 10 gennaio 2019.

## Accoglienza

### Incassi
Nei primi sei giorni di programmazione nelle sale cinematografiche statunitensi, il film ha incassato solamente 4 milioni di dollari, preannunciando una perdita elevata per la Universal.

### Critica
Sull'aggregatore di recensioni Rotten Tomatoes il film riceve il 34% delle recensioni professionali positive con un voto medio di 4,9 su 10, basato su 171 critiche; su Metacritic ottiene un punteggio di 40 su 100 basato su 38 critiche mentre al CinemaScore ottiene una B-.

## Riconoscimenti
- 2019 - Art Directors Guild Award[12]
  - Candidatura per la miglior scenografia in un film contemporaneo
- 2019 - Canadian Society of Cinematographers Awards
  - Candidatura per la miglior fotografia a C. Kim Miles
- 2019 - Golden Trailer Awards
  - Candidatura per il miglior trailer
- 2019 - Hollywood Makeup Artist and Hair Stylist Guild Awards
  - Candidatura per il miglior trucco in un film contemporaneo a Ve Neill e Rosalina Da Silva
- 2019 - Leo Awards
  - Miglior fotografia a C. Kim Miles
  - Miglior sonoro a Chris Duesterdiek
- 2019 - Visual Effects Society Awards
  - Candidatura per i miglior effetti visivi in un film
  - Candidatura per la miglior fotografia virtuale in un film
  - Candidatura per il miglior compositing in un film